# 玫瑰果汤
玫瑰果汤（瑞典語：nyponsoppa）是瑞典的一种传统食品，主要原料为蔷薇果。最适合制作玫瑰果汤的蔷薇果是玫瑰的果实，因为玫瑰果较大、更容易去籽；其他较小的蔷薇果也常用于制汤，比如犬蔷薇的果实。

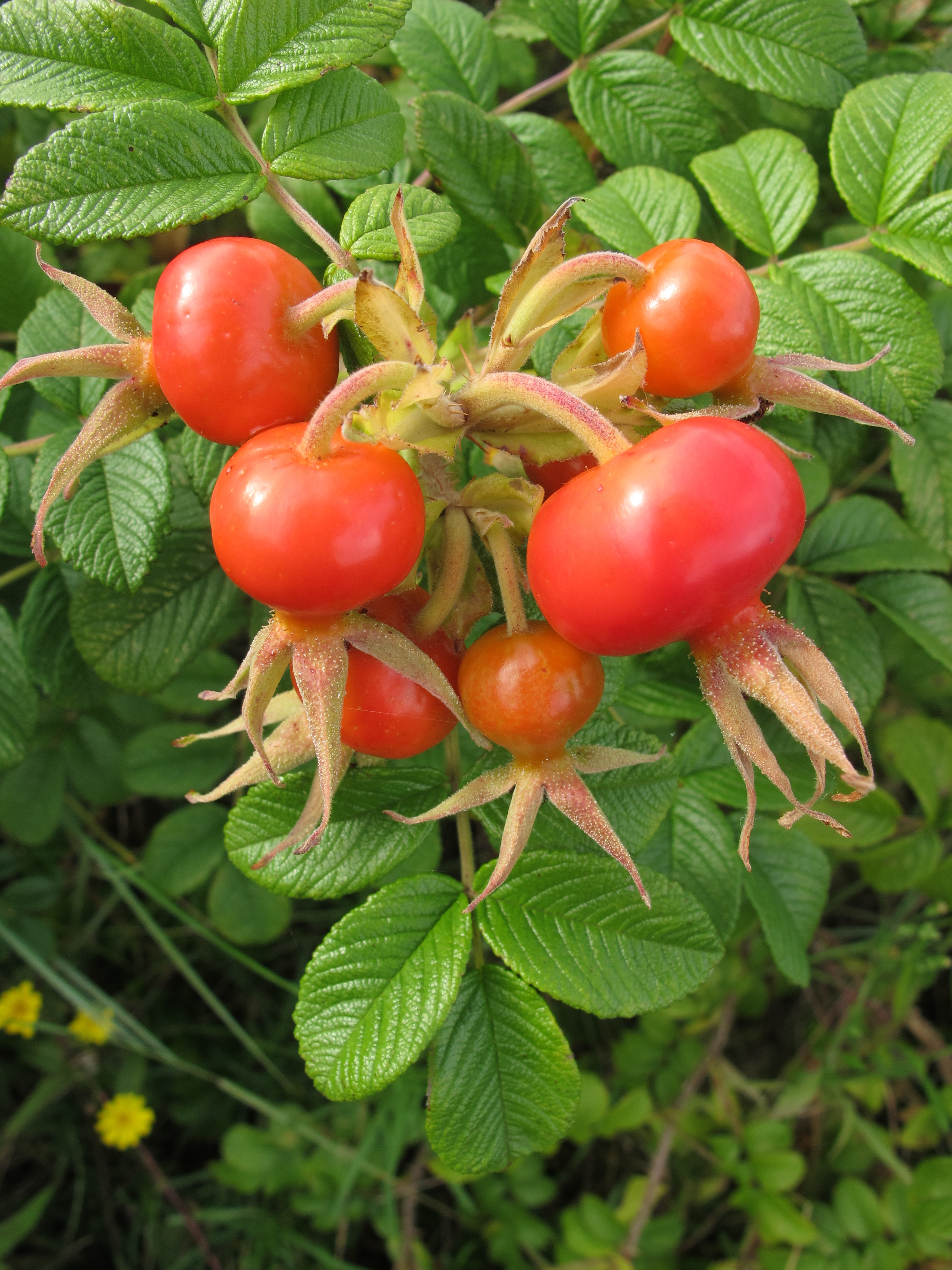
玫瑰的果实